# ساندرا ماكراكين
ساندرا ماكراكين (بالإنجليزية: Sandra McCracken)‏ هي مغنية مؤلفة أمريكية، ولدت في 16 يونيو 1977.

## وصلات خارجية
- الموقع الرسمي
- ساندرا ماكراكين على موقع ميوزك برينز (الإنجليزية)
- ساندرا ماكراكين على موقع ديسكوغز (الإنجليزية)